# Palau de Revillagigedo
El Palau de Revillagigedo o del Marquès de San Esteban del Mar està situat a la localitat asturiana de Gijón, al barri de Cimadevilla, a la plaça del Marquès de San Esteban, al costat de la Col·legiata de San Juan. És una mostra notable de l'arquitectura palatina asturiana del segle xviii. El 1974 es va declarar bé d'interès cultural i avui en dia, després de la seva rehabilitació, alberga juntament amb la Capella annexa al Centre Cultural Cajastur Palacio Revillagigedo.

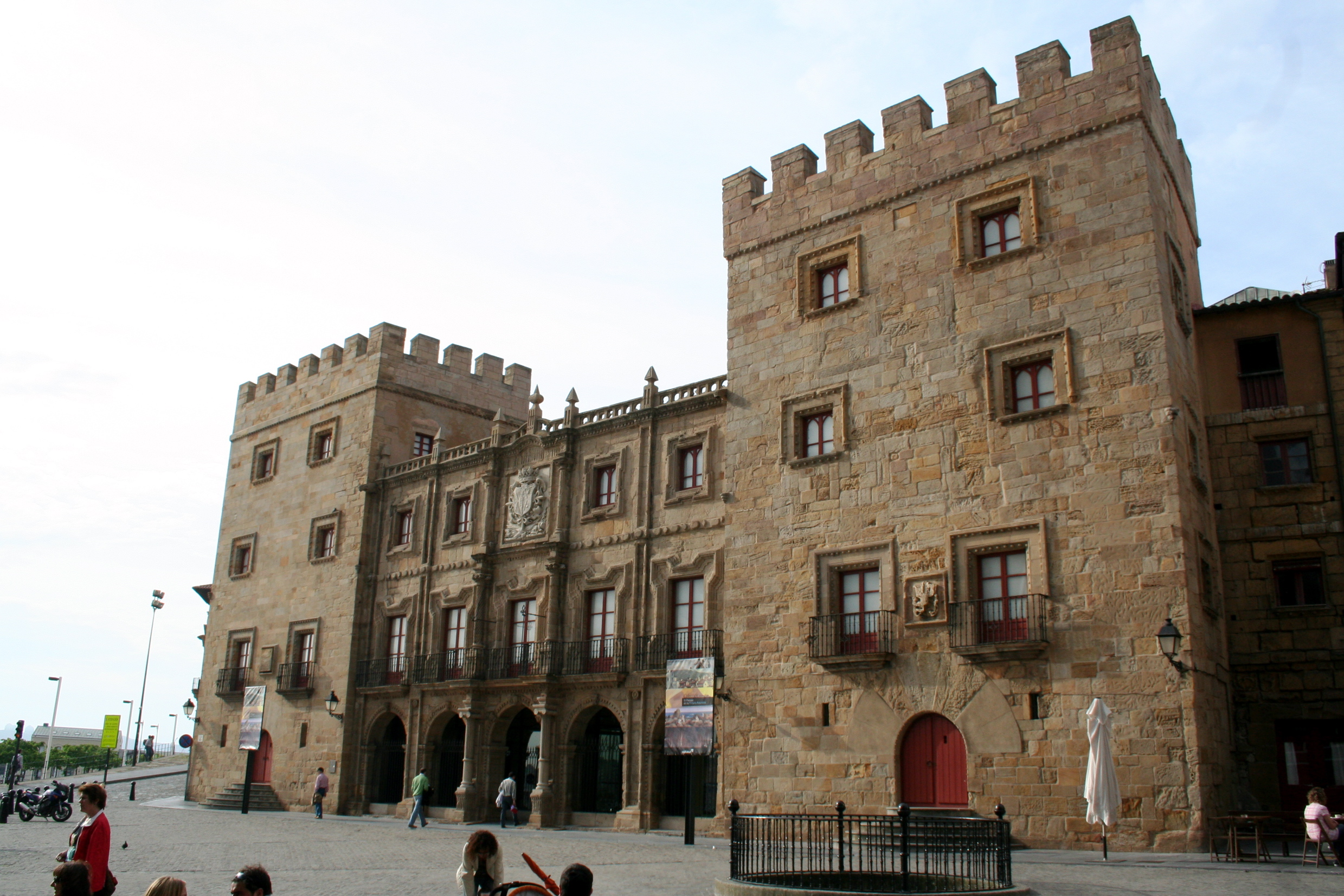
Vista general de la façana principal.

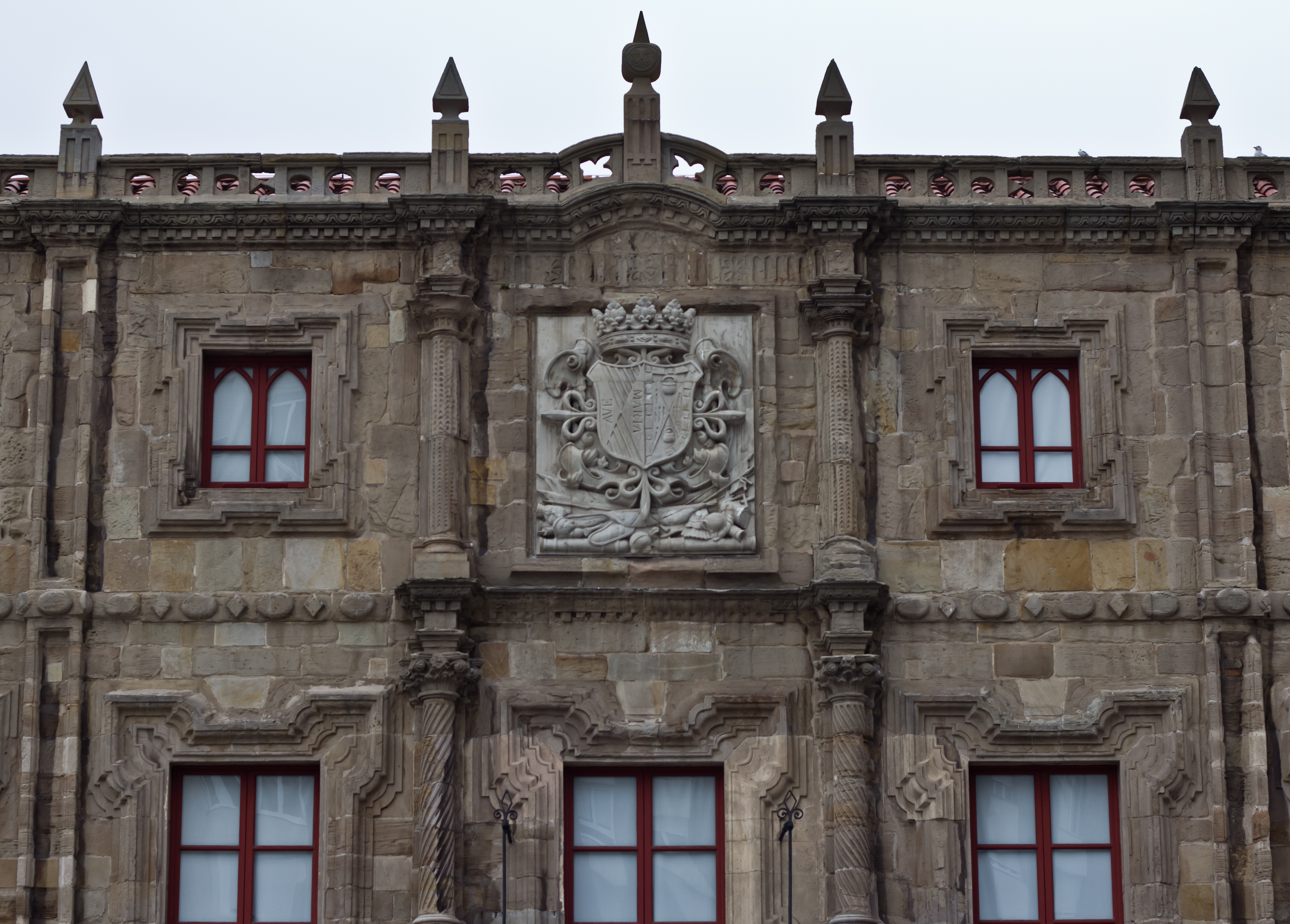
Detall de la façana.

La fundació de l'edifici es deu a Carlos Miguel Ramírez el Jove, primer marquès de San Esteban del Mar de Natahoyo (títol nobiliari atorgat per  Felip V el 20 de març de 1708), qui ho va manar construir el 1704 aprofitant la torre medieval d'estil gòtic (segle xv) preexistent. És conegut com a Palau de Revillagigedo perquè en la mateixa família que el va construir va recaure posteriorment el títol de Comtes de Revillagigedo. L'obra va finalitzar el 1721, i va estar sota la direcció de Francisco Menéndez Camina, qui també va projectar el Palau de Camposagrado d'Avilés.